# HMS P311
Lo HMS P311 era un sommergibile della Royal Navy britannica, appartenente alla classe T; entrato in servizio nell'agosto 1942, andò perduto alla sua prima missione operativa nel gennaio 1943 al largo dell'isola di Tavolara per l'urto con una mina.

## Storia
L'HMS P-311 fu costruito a Barrow-in-Furness nei cantieri della Vickers Armstrong: impostato il 25 aprile 1941, fu varato il 5 marzo 1942 entrando poi in servizio il 7 agosto seguente. Per disposizione del primo ministro Winston Churchill, tutti i sommergibili britannici dotati di una designazione alfanumerica avrebbero dovuto essere ridesignati con un nome di senso compiuto, onde meglio distinguerli dagli U-boot tedeschi: per il P311 fu scelto il nome di Tutankhamon in onore dell'omonimo faraone egizio, ma l'unità andò perduta prima che la modifica divenisse ufficiale.
Dopo il completamento delle prove in mare, il sommergibile fu modificato per fungere da battello avvicinatore dei mezzi d'assalto "chariot" della Royal Navy, la copia britannica dei siluri a lenta corsa italiani: dei cilindri a tenuta stagna furono fissati sul ponte di coperta del sommergibile onde fungere da trasporto per due o tre chariot. Subito dopo aver completato l'allestimento, il P311 fu trasferito in Mediterraneo insieme ai sommergibili gemelli HMS Trooper e HMS Thunderbolt, parimenti modificati, entrando poi in servizio con la X flottiglia di base a Malta.
Nel dicembre 1942, il P311 salpò dalla base di Malta al comando di Richard Douglas Cayley, facendo rotta per la Sardegna e trasportando due chariot. Il nome della missione era Operazione Principal ed il bersaglio erano gli incrociatori pesanti italiani ancorati nella base di La Maddalena. Il 29 dicembre la torpediniera italiana Partenope avvistò ed attaccò il P311, ma il sommergibile britannico riuscì a sottrarsi all'attacco. Il battello scomparve senza lasciare tracce e superstiti in una data imprecisata tra il 30 dicembre 1942 e l'8 gennaio 1943, molto probabilmente per essere incappato in uno sbarramento minato; il relitto fu ritrovato 73 anni dopo, nel maggio 2016, quasi integro al largo delle coste di Olbia, poco distante dall'isola di Tavolara, ad oltre cento metri di profondità dall'esploratore di relitti Massimo Domenico Bondone. Con ogni probabilità il sommergibile attualmente non è invaso dall'acqua.